# 楊騰
楊騰，是陇右清水氐的首领，在汉献帝建安年间担任清水氐的部落大帅。

## 生平閱歷
楊騰迁徙至仇池百顷山後，據稱他「引泉灌田，煮土成盐」，于是率部定居于此。他是后来十六国、南北朝时仇池杨氏政权的始祖。约210年，楊騰死后，其子楊駒承襲擔任仇池首领。约230年楊駒死后，楊千萬继任。

## 家祖脈緣
出身自秦漢兩朝世居隴右的白馬氐的部落首領，祖貫屬涼州漢陽郡略陽道清水氐人，後率宗族部眾遷徙涼州武都郡仇池百顷山定居。
遷徙武都郡緣由與該郡內亦是氐人聚居地相關的十三氐道有所干係。
| 前任： 無 | 仇池君主 | 繼任： 楊駒 |